# Орёл, Александр Евгеньевич
Александр Евгеньевич Орёл — государственный деятель, педагог. кандидат педагогических наук. Глава Администрации Ленинского района Челябинска (где проживают около 190 тысяч человек). Член партии «Единая Россия» (2011).

## Биография
Учитель физики в СОШ № 17 г. Челябинска (1993—2001), начальник отдела, заместитель начальника Управления по делам образования г. Челябинска (2001—2011).
Высшее образование получал в ЧГПИ (1995) и ЮУрГУ (2009).

## Награды
- Нагрудный знак «Почетный работник общего образования Российской Федерации»[2].